# Lorena Guréndez
Lorena Guréndez García född den 7 maj 1981 i Vitoria, Spanien, är en spansk gymnast.
Hon tog OS-guld i rytmisk gymnastik för trupper i samband med de olympiska gymnastiktävlingarna 1996 i Atlanta.